# Susanne van Minnen
Susanne van Minnen ist eine deutsche Erziehungswissenschaftlerin und Professorin für Erziehungswissenschaft mit dem Schwerpunkt Beeinträchtigung der Sprache und des Sprechens an der Justus-Liebig-Universität in Gießen.

## Werdegang
In welchem Jahr van Minnen ihr Abitur erwarb, ist nicht bekannt. Von 1986 bis 1987 absolvierte sie ein Lehramtsstudium an der Universität Osnabrück, anschließend war sie von 1989 bis 1991 ebenda als studentische Hilfskraft beschäftigt. Ebenfalls im Jahr 1989 nahm van Minnen eine Tätigkeit als Honorarkraft der AWO im Grenzdurchgangslager Osnabrück (Kinderstation und Kurse für Kinder und Jugendliche für Deutsch als Zweitsprache) auf. In den Jahren 1992 bis 1994 war sie als wissenschaftliche Mitarbeiterin an der Universität Düsseldorf im DFG-Projekt Die Entwicklung der regulären und irregulären Flexionsmorphologie beim Erwerb des Deutschen (Cl 97/5.1-5.3) bei Harald Clahsen tätig. Es folgten weitere Tätigkeiten als wissenschaftliche Mitarbeiterin an der Universität zu Köln (1995 bis 1996), dort am Institut für deutsche Sprache und Literatur (Lehrstuhl Prof. Dr. H. Vater) sowie von 1996 bis 2002 am Institut für Germanistische Sprachwissenschaft bei Richard Wiese an der Universität Marburg. Im Jahr 1997 promovierte van Minnen zum Thema Experimentelle Studien zur Flexion und Wortbildung. Pluralmorphologie und lexikalische Komposition im unauffälligen Spracherwerb und im Dysgrammatismus an der Universität Düsseldorf. 2010 wurde van Minnen in Gießen mit zum Thema Sprachkompetenzen bei deutschsprachigen Kindern mit Williams-Beuren Syndrom. Eine Verzögerung oder eine Abweichung im Spracherwerb? habilitiert.
Nach Tätigkeiten als Honorarkraft und Dozentin nahm van Minnen eine Tätigkeit als wissenschaftliche Mitarbeiterin am Institut für Heil- und Sonderpädagogik, Erziehungswissenschaft mit dem Schwerpunkt Sprachheilpädagogik auf, im Jahr 2011 erhielt sie eine Stelle als Vertretungsprofessorin an der Humboldt-Universität zu Berlin am Institut für Rehabilitationswissenschaften, Sprachbehindertenpädagogik, von 2011 bis 2013 am Institut für Heil- und Sonderpädagogik, Erziehungswissenschaft mit dem Schwerpunkt Sprachheilpädagogik der Universität Gießen, dort ebenfalls als Vertretungsprofessorin. Im Jahr 2013 schließlich erhielt sie den Ruf auf die Professur für Erziehungswissenschaft mit dem Schwerpunkt Beeinträchtigung der Sprache und des Sprechens und ist seither in dieser Position an der Justus-Liebig-Universität Gießen als Hochschullehrerin tätig. Außerdem ist sie Leiterin der Lernwerkstatt IFIB des Instituts für Förderpädagogik und Inklusive Bildung, Mitglied im Direktorium des Zentrums für Lehrerbildung, Mitglied im Prüfungsausschuss BA und dezentrale Ansprechpartnerin für Arbeitssicherheit.

## Publikationen (Auswahl)
- Van Minnen, S. (2022). Theoretische Aspekte des Spracherwerbs. In: Siegmüller, J. & Bartels, H.: Leitfaden Sprache Sprechen Stimme Schlucken. München: Elsevier
- van Minnen, S., & Lange, B. (2022). Kommentar zu Tomasik et al. (2020), „Landesweite Normierung des Hessischen Kindersprachscreenings“, Diagnostica (2020), 66; 178–189. In: Praxis Sprache: Fachzeitschrift für Sprachheilpädagogik, Sprachtherapie und Sprachförderung. 67(1). 61–62
- Theisel, A., Berg, M., Diehl, K., Jaehnig, M., Kopp, U., Huber, C., Oswald, M., Schlamp-Diekmann, F., Spreer, M., Twelkemeyer, S., & van Minnen, S. (2021). Sprachliche Diagnostik in der Primarstufe. Deutsche Gesellschaft für Sprachheilpädagogik e. V. (dgs).
- Zaretsky, E., van Minnen, Susanne, Lange, B., & Hey, C. (2020). Sprachkompetenzen vierjähriger Kinder mit Migrationshintergrund in Hessen: eine Bestandsaufnahme. In: Praxis Sprache: Fachzeitschrift für Sprachheilpädagogik, Sprachtherapie und Sprachförderung. 65(2). 90–97.